# Sympetrum vulgatum
Sympetrum vulgatum е вид водно конче от семейство Libellulidae. Видът не е застрашен от изчезване.

## Разпространение и местообитание
Разпространен е в Австрия, Албания, Андора, Беларус, Белгия, Босна и Херцеговина, Германия, Гърция, Дания, Джърси, Естония, Иран, Испания, Италия, Латвия, Литва, Люксембург, Молдова, Нидерландия, Норвегия, Полша, Северна Македония, Румъния, Русия, Словакия, Словения, Сърбия, Турция, Украйна (Крим), Унгария, Финландия, Франция, Хърватия, Черна гора, Чехия, Швейцария и Швеция. Временно е пребиваващ във Великобритания.
Среща се на надморска височина от -4,4 до 83,8 m.

## Описание
Популацията на вида е стабилна.